# Czesław Dźwigaj

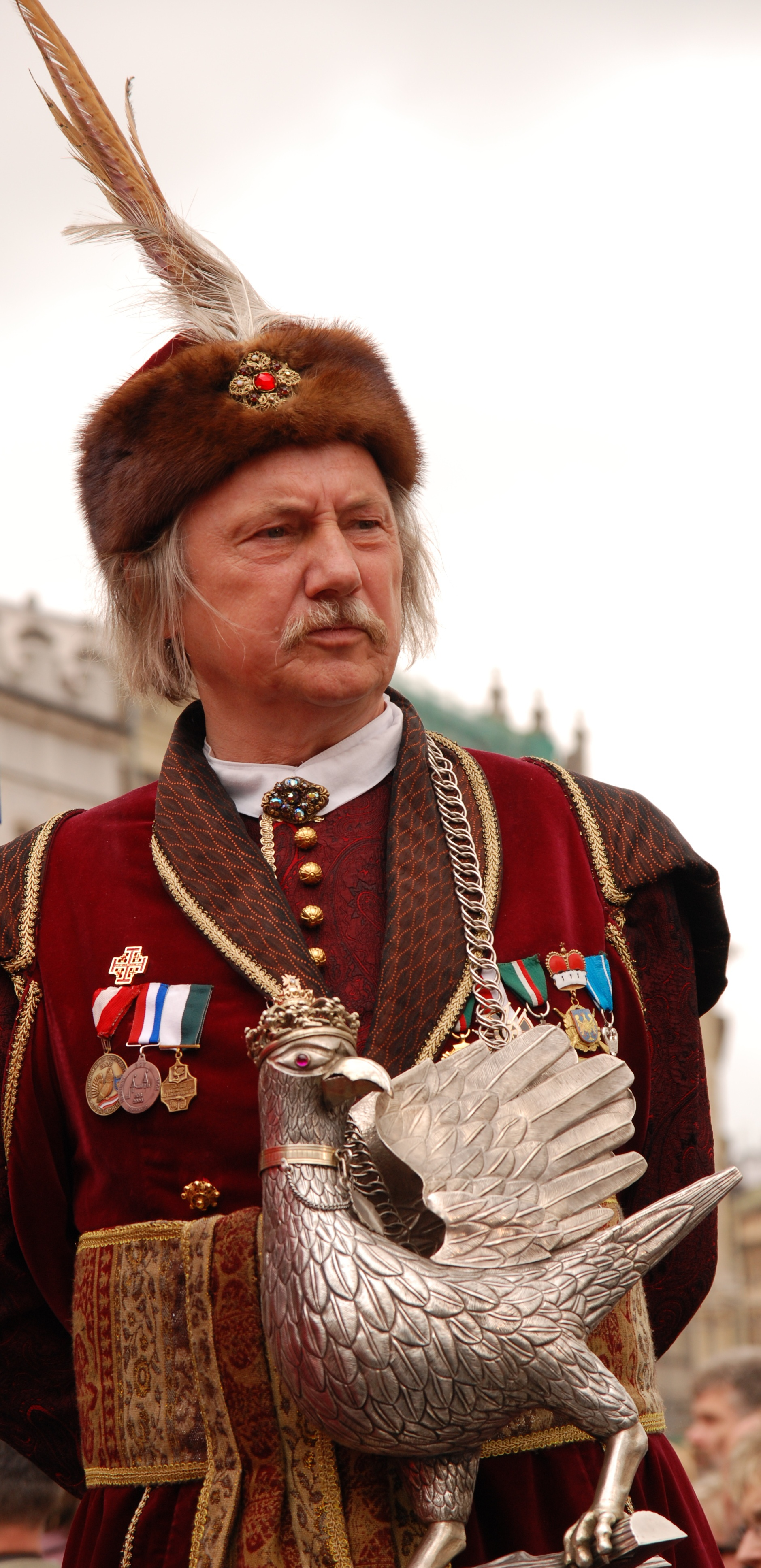
Czesław Dźwigaj (2008)

Czesław Dźwigaj (* 18. Juni 1950 in Nowy Wiśnicz) ist ein polnischer Bildhauer.

## Leben und Werk
Cęckiewicz studierte an der Akademie der Bildenden Künste Krakau bei Antoni Hajdecki. Zunächst schuf er Bildnisse für Kirchen, unter anderem die Kathedrale von Tarnów, die Stiftskirche Mariä Himmelfahrt in Głogów sowie die Katharinenkirche in Bethlehem, ein Geschenk von Papst Benedikt XVI. Zudem wurde er für seine zahlreichen Dankmäler für Papst Johannes Paul II. in ganz Polen bekannt. Sein bekanntestes Werk dürfte jedoch der Engel der Freiheit in Stettin sein, der die Opfer des Aufstands vom Dezember 1970 ehrt.

## Ehrungen
Er wurde 2004 zum Ritter des Ordens Polonia Restituta ernannt.